# Иван Врачев
Иван Ганчев Врачев (Максим) е български партизанин, офицер (генерал-полковник) и политик от Българската комунистическа партия (БКП). През 1944 година е командир на Партизанска бригада „Георги Бенковски“, през 1960 – 1962 година е началник на Генералния щаб, а през 1973 – 1976 година – председател на Комитета по отдих и туризъм.

## Биография
Иван Врачев е роден на 20 януари 1921 година в Копривщица. От 1938 година е член на Работническия младежки съюз, а от 1940 година – на БКП. От септември 1935 до септември 1941 г. работи като сарашки работник в работилницата на Сава Семерджиев. Секретар е на партийната организация на БКП в Етрополе. Между септември 1941 и декември 1942 г. отбива военната си служба в Общовойсковия камионен полк в София. През 1942 година е арестуван за кратко. От ноември 1942 до август 1943 г. работи в ТПК „Богдан“. В периода 1943 – 1944 г. е партизанин и командир на Партизанска бригада „Георги Бенковски“. Първоначално е редови боец, а след това командир на отделение. От декември 1943 г. е командир на отряда до 9 септември 1944 г.
След Деветосептемврийския преврат през 1944 година Врачев командва новосформираната гвардейска рота в Двадесет и седми пехотен чепински полк и е ранен при Крива паланка. През 1945 година (февруари-октомври) завършва курс за старши офицери при Военното училище „Васил Левски“. Служи като командир на курсантска рота във Военното училище (октомври 1945 – февруари 1947). През 1946 г. завършва гимназия в Копривщица като частен ученик.
От февруари 1947 г. до септември 1948 г. Иван Врачев е военен аташе в Белград. Командир на Осемнадесети пехотен етърски полк (септември-декември 1948), Десети пехотен родопски полк (декември 1948-март 1950) и Втора пехотна тракийска дивизия (6 март 1950 – януари 1951). От януари 1951 г. е командир на седемнадесета стрелкова родопска дивизия. Същата година изкарва 6-месечен курс във Военната академия. От юли до октомври 1952 е заместник-командващ на втора армия. Между 15 октомври 1952 и 10 януари 1953 г. е председател на Военния съвет на втора армия. На 10 януари 1953 г. е назначен за заместник-командващ на втора армия по строевата част. Командир на Втора армия (1953 – 1954). През 1956 година завършва Военната академия „Климент Ворошилов“ в Москва, след което е командващ Трета българска армия. От 1958 година е кандидат-член на Централния комитет (ЦК) на БКП. Между 1960 и 1962 година е началник на Генералния щаб на Българската народна армия.
От 1962 до 1966 година Иван Врачев е член на ЦК на БКП и първи заместник-министър на народната отбрана. Освен това е началник на Главното управление за подготовка на войските. От 1964 г. е генерал-полковник. На 26 ноември 1966 година се уволнява от армията. През 1967 – 1973 година е първи заместник-председател, а в периода 1973 – 1976 година е председател на Комитета за отдих и туризъм с ранг на министър в първото правителство на Станко Тодоров.
Между 1976 и 1990 г. е председател на Централния съвет на Съюза на българските автомобилисти и отново е кандидат-член на ЦК на БКП. Член е на Президиума на НС на ОФ. През 1981 година получава званието „Герой на социалистическия труд“. Награден е с орден „Георги Димитров“, орден „За храброст“, IV ст., 2 клас, орден „Народна свобода 1941 – 1944“ – I ст. с мечове, орден „Народна република България“ – I и II ст.
Иван Врачев умира на 17 февруари 1994 година в София на заседание на Висшия съвет на БСП и е погребан в Копривщица.

## Военни звания
- майор – 11 септември 1944
- подполковник – 9 септември 1945
- полковник – 9 септември 1948
- генерал-майор – 10 януари 1953
- генерал-лейтенант – 27 април 1958
- генерал-полковник – 3 септември 1964